# Cirene
Cirene fue una antigua ciudad griega —situada en la actual Libia—, la más importante de la Pentápolis, las cinco colonias griegas de la región, a la que dio el nombre de Cirenaica, utilizado todavía hoy en día.  
Se ubica en el valle de Yebel Ajdar. Los restos arqueológicos cubren varias hectáreas y comprenden varios templos monumentales, estoas, teatros, baños, iglesias y residencias palaciegas. La ciudad está rodeada por la Necrópolis de Cirene. A unos 16 kilómetros al norte de la polis se encontraba el puerto de la ciudad, Apolonia (Marsa Sousa).  
En esta ciudad nacieron numerosos matemáticos, filósofos y geógrafos, como Eratóstenes, polímata, matemático y astrónomo; Aristipo, filósofo fundador de la escuela cirenaica; Carnéades, fundador de la Nueva Academia de Atenas; el poeta Calímaco, supuesto descendiente de la dinastía Batíada; Sinesio, que fue obispo de Apolonia; o Simón de Cirene, que presuntamente ayudó a Jesús a cargar la cruz hacia el Calvario; entre otros. 
Las ruinas de Cirene fueron declaradas Patrimonio Mundial por la UNESCO en el año 1982.

## Historia de Cirene en Libia

### Fundación
Cirene fue fundada por los griegos venidos de Tera, actual Santorini, siguiendo los consejos del Oráculo de Delfos, conducidos por Aristóteles de Tera (posteriormente Bato I) sobre el 632 a. C.
Bato después de fundar una colonia en un islote de la costa oriental de Cirenaica (de nombre Platea, en el golfo de Bomba) se trasladó al distrito de Azilirs, en tierra firme, donde los colonos estuvieron seis años hasta que hallaron un emplazamiento mejor en la región de Irasa donde fundó Cirene, más al interior (631 a. C.), e inició la dinastía de los Batíadas que tuvo ocho reyes (y un usurpador). La ciudad fue fundada en el territorio de la tribu libia de los asbistes (o asbistis) y dominaba las tierras más fértiles y con agua. La fundación de la ciudad está explicada detalladamente en el libro IV de las Historias de Heródoto. La información del historiador de Halicarnaso ha sido atestiguada por el hallazgo de un texto epigráfico del siglo IV a. C., llamado Estela de los fundadores, que hace mención al nexo que unía Tera con Cirene.
Cirene se convirtió pronto en la ciudad principal de la región libia comprendida entre Egipto y Cartago, aumentando las relaciones comerciales con todas las ciudades griegas. El declive de su prosperidad se debió a disputas entre sus propios reyes en el siglo V a. C.

### Reyes Batíadas
La colaboración con los libios fue intensa y produjo una mezcla importante. Heródoto dice que el nombre de Bato era una palabra libia que quería decir "rey". Los libios estaban excluidos del poder político. Los Batíadas fundaron las colonias de Tauquira (actual Tocra), Hespérides y después la Barca, que junto con la propia Cirene y su puerto, Apolonia, formó la original Pentápolis Libia. 
Bato II invitó a griegos a establecerse en la región y les dio tierras que arrebató a los libios. Esto provocó la revuelta de los libios, que pidieron ayuda al rey de Egipto, quien envió un ejército, pero los egipcios fueron rechazados en la región de Irasa y derrotados completamente (lo que provocó indirectamente el derrocamiento del faraón egipcio Apries). Bajo el faraón Amasis, se estableció una alianza entre Cirene y Egipto y el rey se casó con Laódice, princesa Batíada.
El hijo de Bato II, Arcesilao II, gobernó como un tirano y provocó la revuelta de los griegos —dirigidos por sus hermanos—, que se establecieron en la ciudad de Barca, y los libios se rebelaron. Para sofocar la rebelión murieron siete mil soldados. Su hermano Learco lo mató y se proclamó rey, pero Bato III consiguió restaurar la línea legítima. 
Los griegos de Cirene, bajo instrucciones del oráculo de Delfos, pidieron ayuda a Démonax de Mantinea que llegó a Cirene y estableció una nueva constitución que quitó el poder a los reyes dejándolos como figuras representativas, con funciones religiosas, pero conservando sus dominios privados; el poder político limitado a los descendientes de los colonos originales, fue ampliado al resto del pueblo griego, que fue dividido en tres tribus: una de ellas estaba formada por los tereos (con la clase baja libia agregada), otra por los peloponesios y los cretenses y la tercera por los demás isleños. Se creó un senado, cuyo presidente era el rey; la constitución tenía similitudes con la de Esparta y existían unos éforos y una policía de 300 hombres armados (similares a los Hippeis de Esparta).

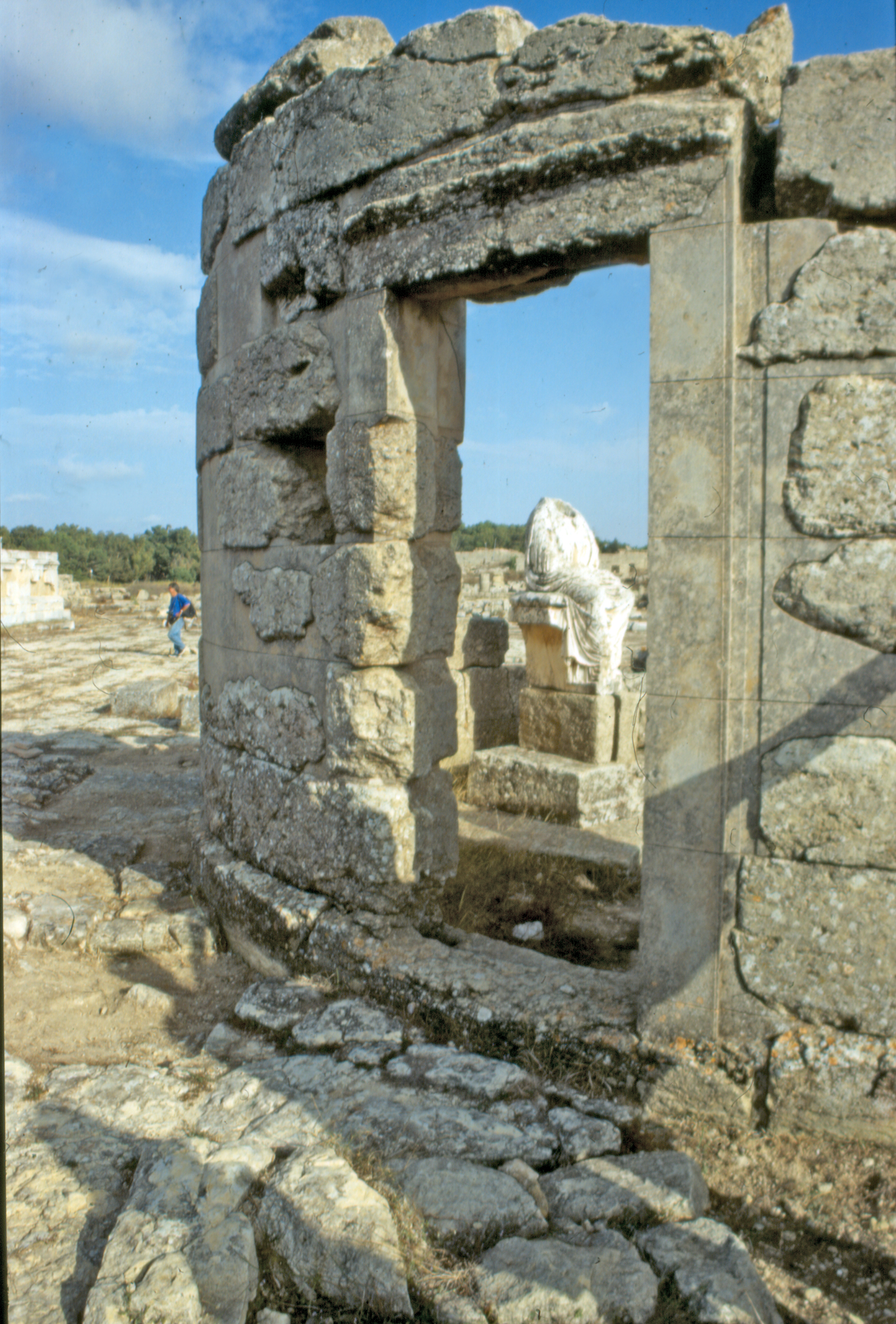
Santuario de Deméter y Core. Ágora de Cirene.

A la muerte de Bato, hacia el 530 a. C., lo sucedió su hijo Arcesilao III. Este rey tuvo buenas relaciones con la ciudad de Barca y se casó con la hija del rey Alazir de esta ciudad, pero junto con su madre Feretima (Pheretime), intentó derrocar la nueva constitución y fracasó, teniendo que exiliarse, pero volvió al frente de un grupo de mercenarios y emigrantes procedentes de Jonia y entró en Cirene ejerciendo una cruel venganza sobre sus oponentes; para asegurar su poder envió una embajada a Menfis y se declaró vasallo de Cambises II de Persia, y se comprometió a pagarle un tributo anual y a hacerle un regalo que consistía en una cuadriga y quinientos soldados armados; este regalo fue considerado insuficiente por el rey persa y lo despreció. Arcesilao consideró que había roto las instrucciones del oráculo de Delfos, que le habían recomendado moderación en la victoria, y para cumplir los deseos divinos se retiró a Barca, gobernada por su suegro Alazir, pero en esta ciudad unos exiliados de Cirene, ayudados por un partido local, mataron a Arcesilao y a Alazir en la plaza del mercado. Feretima, la madre de Arcesilao, en venganza, pidió ayuda a Ariandes, sátrapa persa de Egipto (nombrado por Cambises II y que conservó el cargo bajo Darío I). El sátrapa reunió un fuerte ejército y una flota y envió una embajada a Barca preguntando quién o quiénes habían sido los asesinos, pero la gente de Barca asumió colectivamente la responsabilidad. Ariandes envió entonces el ejército y asedió la ciudad durante nueve meses, y finalmente los persas la ocuparon mediante una estratagema (510 a. C.). Los ciudadanos sospechosos de simpatizar con el asesinato de los reyes fueron empalados y las murallas se llenaron de gente empalada y entre ellos los miembros de la dinastía Batíada de Barca, de quienes se sospechaba que habían colaborado con Ariandes. Feretima, que había acompañado a los persas hasta Barca, volvió a Egipto con el ejército persa, pero murió de una enfermedad infecciosa.
De esta crisis salió la restauración de los Batíadas en Cirene, que puso fin a la constitución de Démonax y a sus instituciones. Reinaron entonces Bato IV el Bello, con un largo reinado, y después Arcesilao IV, cuya casta de caballos libios era célebre y que tenía tendencias tiránicas. Arcesilao quiso destruir a la nobleza local y basar su apoyo en un ejército mercenario. Cuando murió se proclamó la república y su hijo, Bato V, huyó a Hespérides donde fue asesinado y su cabeza tirada al mar como símbolo de la extinción de la dinastía (hacia el 450 a. C.).

### República de Cirene
Tras el 460 a. C. se convirtió en República. Del período republicano se sabe poco; se incrementó el número de tribus y se dieron nuevas tierras a los colonos; el partido democrático fue hegemónico y tuvo luchas con rivales políticos, lo que llevó al ejercicio de la tiranía por algunos gobernantes, como Aristón y Nicócrates. 
En 331 a. C., Cirene hizo un tratado con Alejandro Magno, por el que fue una dependencia autónoma de Macedonia, y a la muerte del rey, y después de un breve gobierno de Tibrón, pasó al dominio de Ptolomeo I Sóter de Egipto.

### Dinastía ptolemaica y dominación romana
Los ptolomeos favorecieron el puerto de Cirene, Apolonia, por encima de la propia Cirene, que entró en decadencia. Finalmente la región fue una especie de reino lágida separado y a la muerte del rey en 95 a. C., fue legada por testamento a Roma. Las cinco ciudades de la región, y entre ellas Cirene, continuaron funcionando como repúblicas independientes, bajo protectorado romano, pero hubo confrontaciones con otras ciudades y finalmente los romanos anexionaron el territorio y en el 75 a. C., y lo convirtieron en provincia, junto con la isla de Creta.
En el año 20 a. C. Se convirtió en una provincia «senadada» que contaba con un consejo especial, como la provincia de África vecina por el oeste, y a diferencia del propio Egipto, que estaba directamente subordinado a la corona imperial romana.
En tiempos del emperador romano Vespasiano (69-79 d. C.), Cirene fue constituida en colonia romana con el nombre de Flavia Cirene. 
En el año 296 d. C. Cirene se dividió en dos partes (Libia principal) y (Baja Libia), las cuales fueron anexadas al “Patriarcado de Egipto”. En cuanto al territorio de Tripolitania ( la provincia de Trípoli ), fue anexado al Patriarcado de África, en Cartago, y tras el terremoto del año 365 d. C., la capital regional fue trasladada a la antigua Ptolemaida (actual Tolmeita, Libia).

### Periodo bizantino
Cuando llegó al poder Teodosio I el Grande (379-395 d. C.), Cirene empezó a formar parte del Imperio romano de Oriente, limitando al oeste con Tripolitania ( la provincia de Trípoli ), que fue anexada al Reino Vándalo, hasta que fue capturada por los bizantinos tras una guerra contra los vándalos en el año 533 d. C.
El imperio se dividió en diferentes mancomunidades, y Cirene se convirtió en la segunda ciudad más poblada de la mancomunidad de Egipto, por detrás de Alejandría. 

### Periodo árabe
Tras la entrada de los árabes, en el siglo VII, Cirene se convirtió en una parada para los ejércitos y viajeros islámicos en su camino hacia el Magreb y Al-Ándalus. Al-Yaqubi menciona en el siglo X el asentamiento de algunos miembros de las tribus árabes alrededor de la ciudad de Cirene en las dos montañas que lo dominan desde el este y el oeste, pero esta presencia tuvo poco impacto social y político. La vecina ciudad de Barca permaneció bajo influencia de la tribu bereber de los Luwata, hasta la entrada de las tribus Banu Sulayman y Banu Hilal, al rededor del año 1051 d. C.. En ese periodo, los Banu Heib y sus aliados, Nasira, Amira, Rawaha y Fazara, se establecieron en Barca, mientras el resto de las tribus de Banu Sulayman, Banu Hilal y sus aliados continuaron su avance hacia el Magreb.

Según Al-Idrisi, desde el año 1154, y hasta cien años después, la zona de Cirene estuvo habitada por las tribus Nazaret y Amira, desde Qasr Al-Atash hasta Qafiz (entre Bengasi y Qamnis), mientras que los Rawahah ocuparon desde Tolmitha hasta la tierra de Burniq (el área que hoy rodea Bengasi); las tribus Haib desde Tolmeita hasta (unos 100 km al este de Tobruk ); y los Wahib, desde Aqaba Al-Sughra hasta Sirte.
En cuanto a Cirene, sus monumentos fueron destruidos, sus ciudades arruinadas y su dominio se extinguió. Majalat regresó a los árabes después de haber sido hogar de los Wata, Hawara y otros bereberes, y de haber colonizado ciudades como Lebdah , Zuwailah, Barca, Qasr Hassan y otras, por lo que regresó a Baba y Mafawz como si nunca se hubiera ido. Ibn Jaldún 
Cirene estuvo deshabitada durante siglos ya que había quedado fuera de las rutas comerciales del Mar Mediterráneo, por lo que acabó desapareciendo del mapa antiguo.
Las ruinas de la ciudad son importantes y permiten ver los restos de calles, el acueducto principal, templos, teatros y tumbas, aunque quedan también algunas esculturas y pinturas. La vía que unía Cirene con la cercana ciudad de Apolonia de Cirene aún se conserva.

## Restos arqueológicos

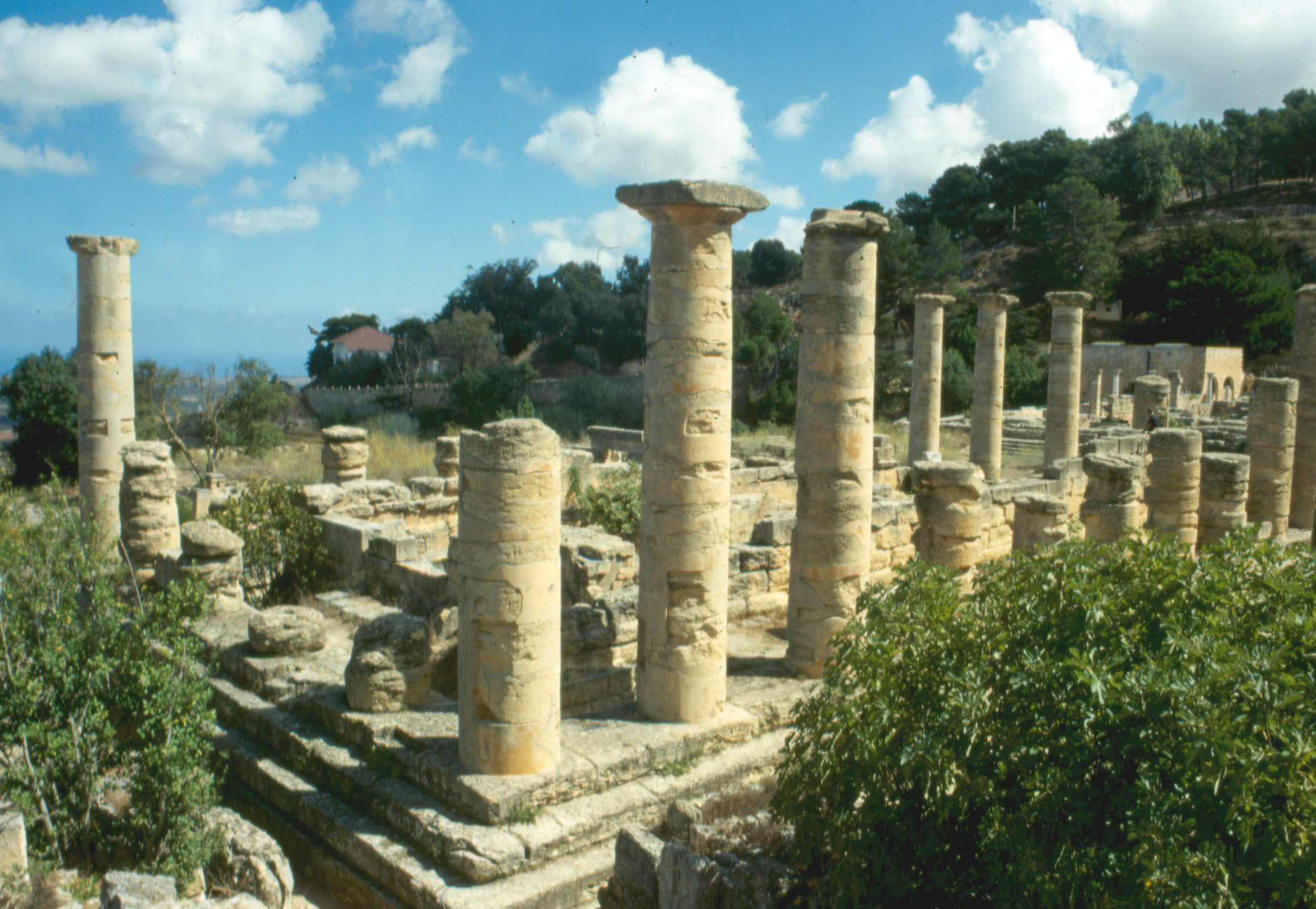
Restos del templo de Apolo.

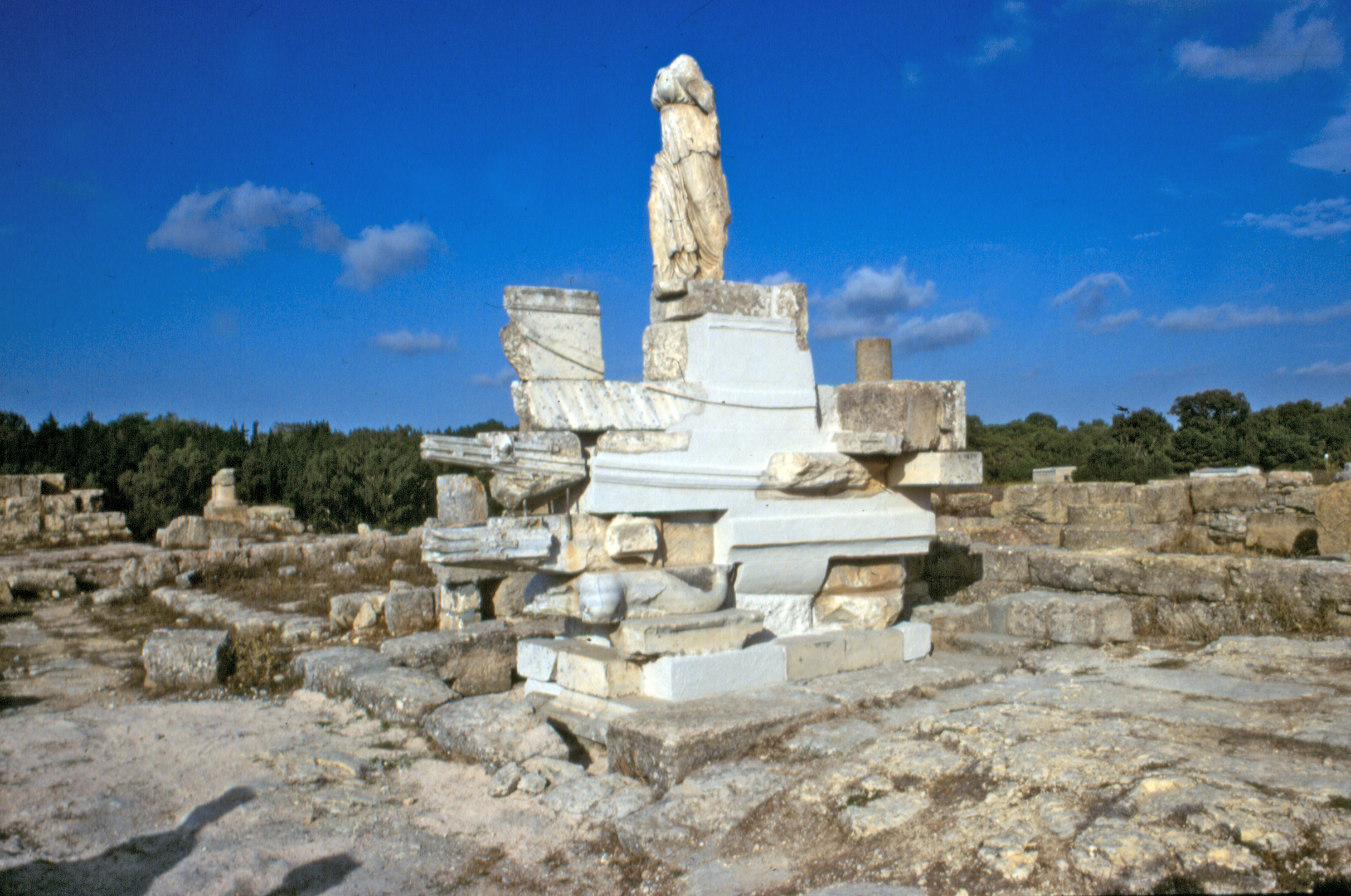
Monumento a la victoria naval de Cirene.

De entre los restos arqueológicos de la antigua Cirene, destacan:
- La antigua fuente, un lugar sagrado donde llegaba el agua procedente de un manantial a través de una canalización de 300 m;
- el templo de Apolo, construido en el periodo arcaico (siglos VII-VI a. C.) y posteriormente reemplazado por otro en el siglo V a. C.;
- el gran altar de Apolo, que se halla enfrente del templo;
- el templo de Zeus;
- el templo de Artemisa;
- el templo de Hécate;
- el ágora, donde se halla un monumento de torre redonda que se creía que era la tumba de Bato, el fundador de la ciudad;
- el templo de Demetrio;
- el monumento naval, que tiene forma de proa;
- el capitolio romano, un templo de Júpiter, Juno y Minerva;
- casas con mosaicos;
- el foro de Próculo, del siglo I a. C.;
- la basílica;
- varios monumentos en honor de emperadores romanos;
- los baños;
- el teatro;
- varias necrópolis;[7]
- el santuario de Deméter y Coré.

## Galería

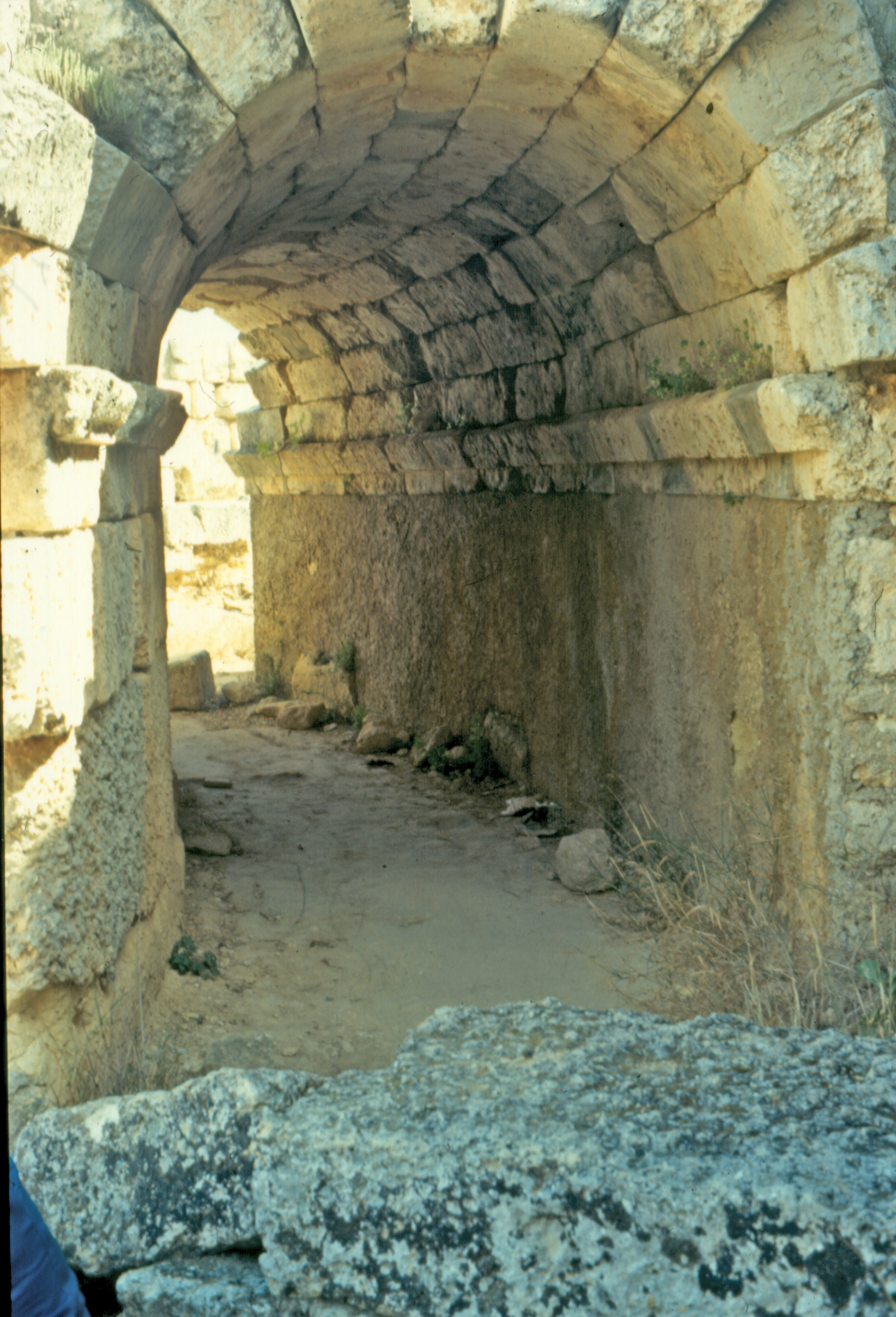
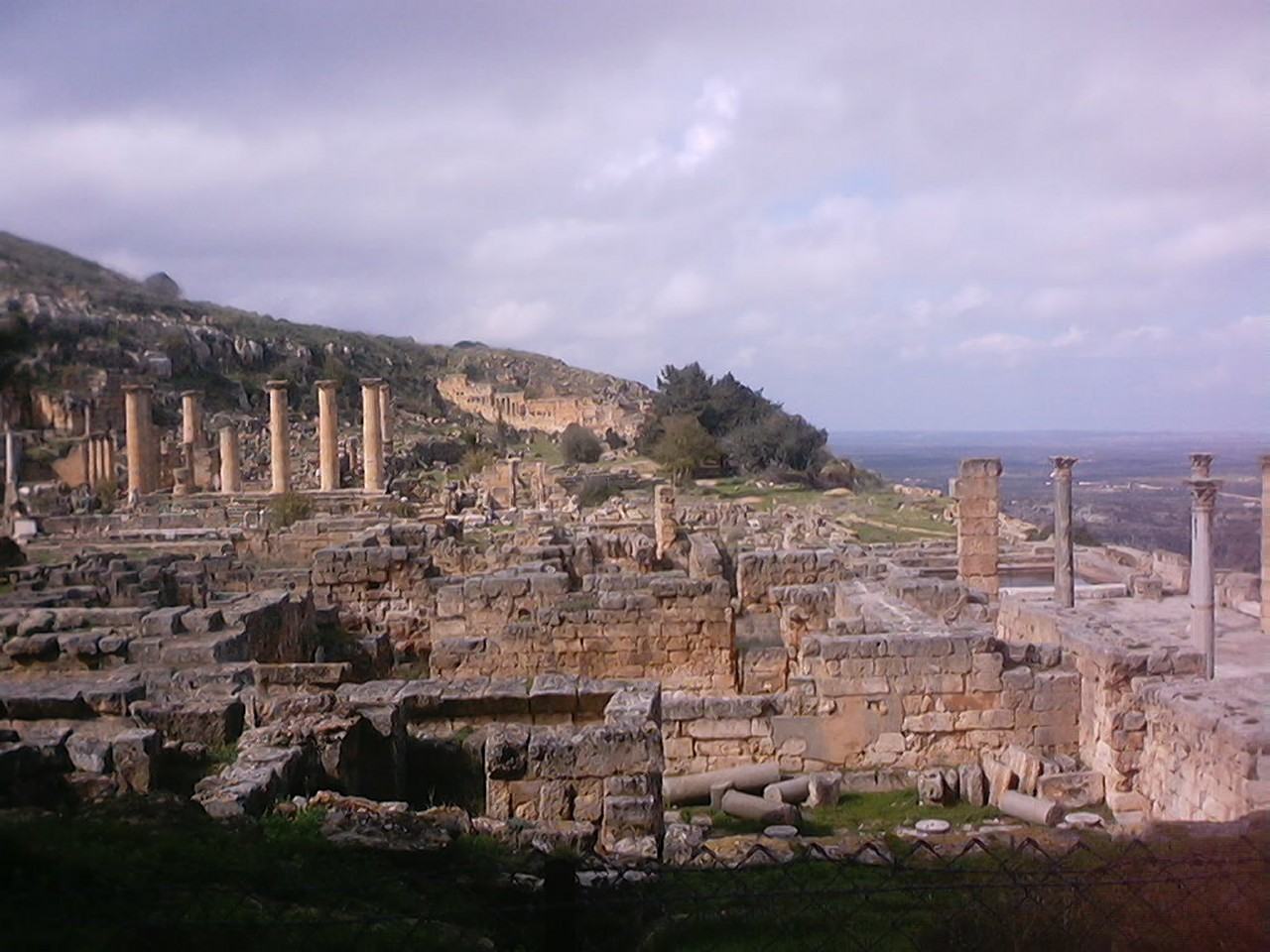
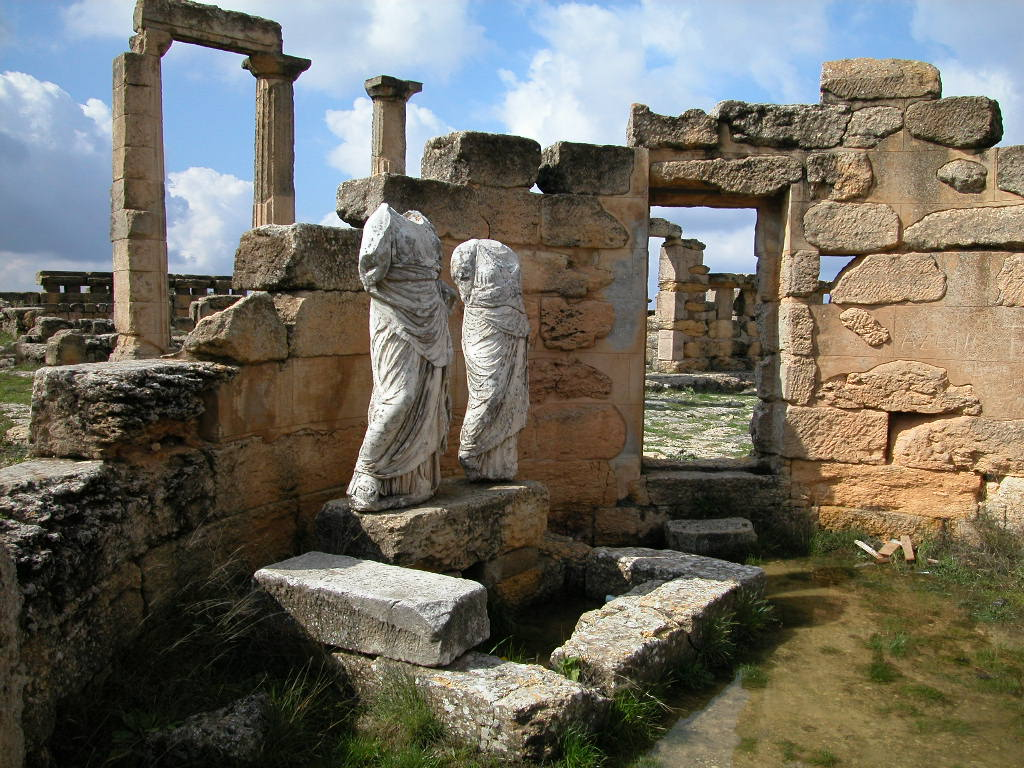
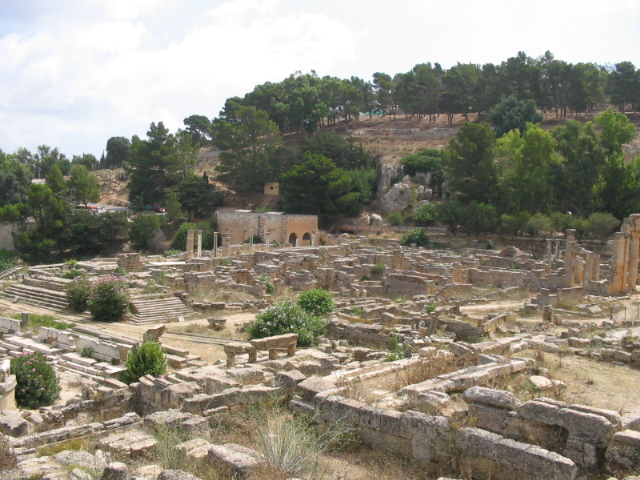
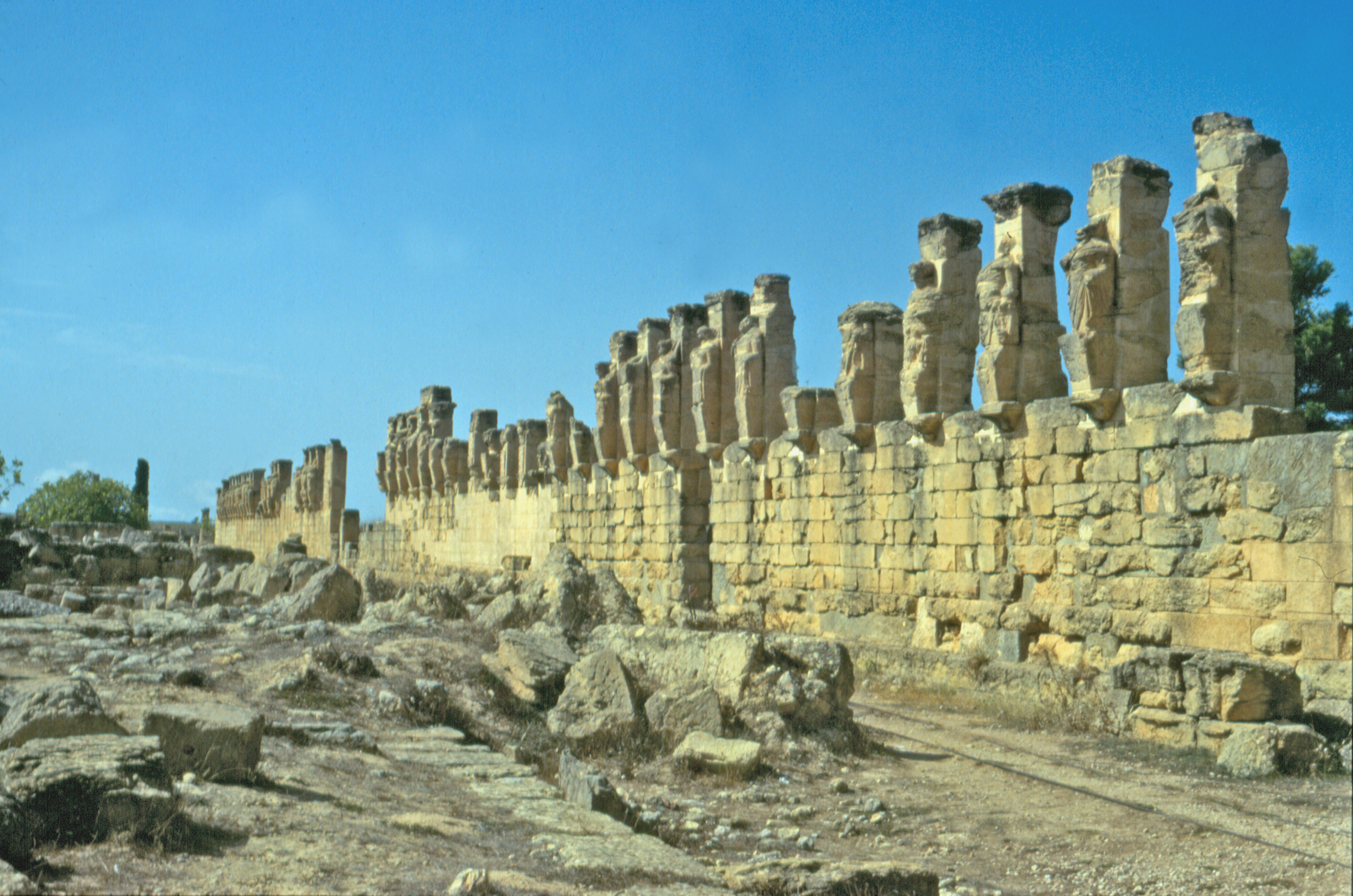
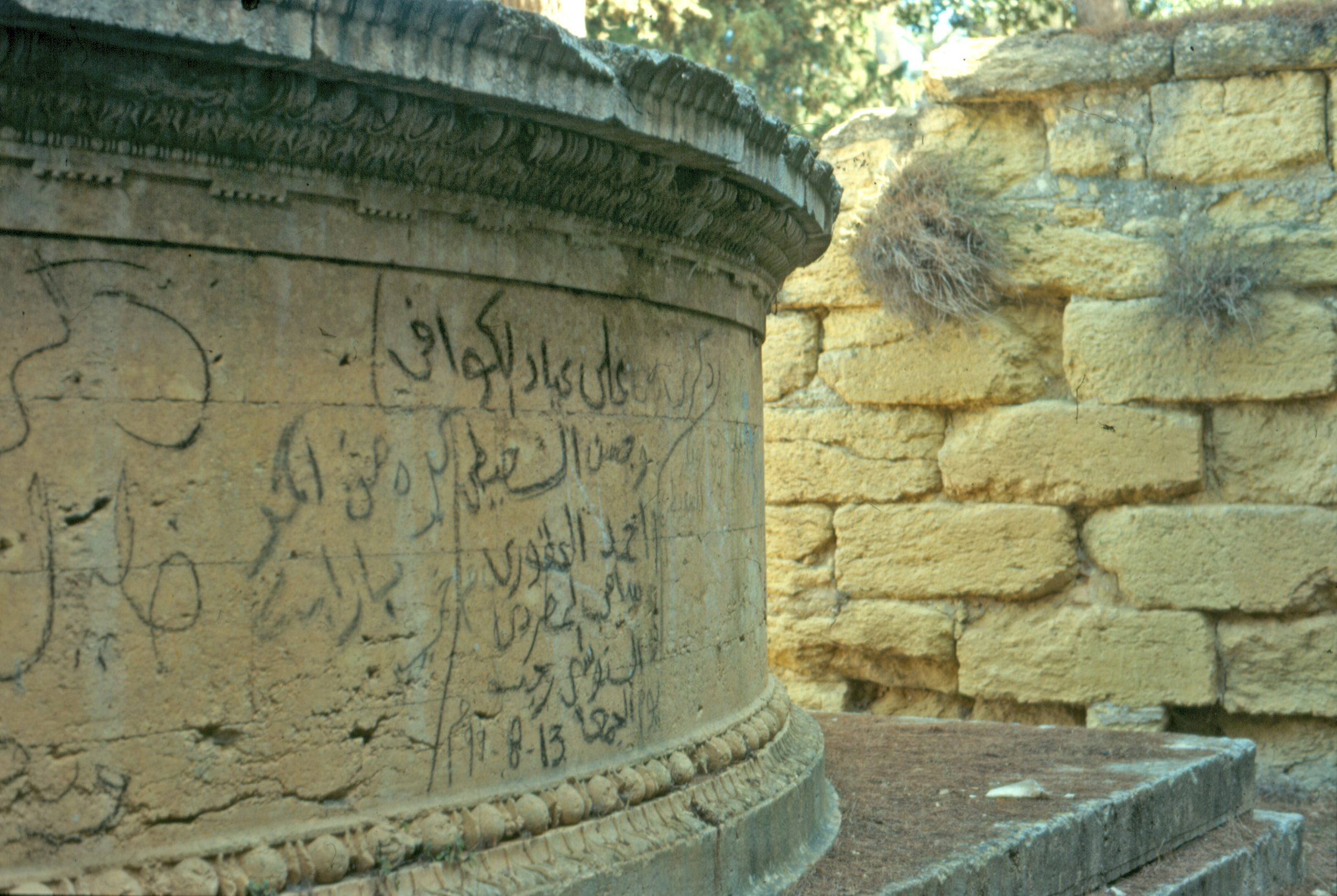
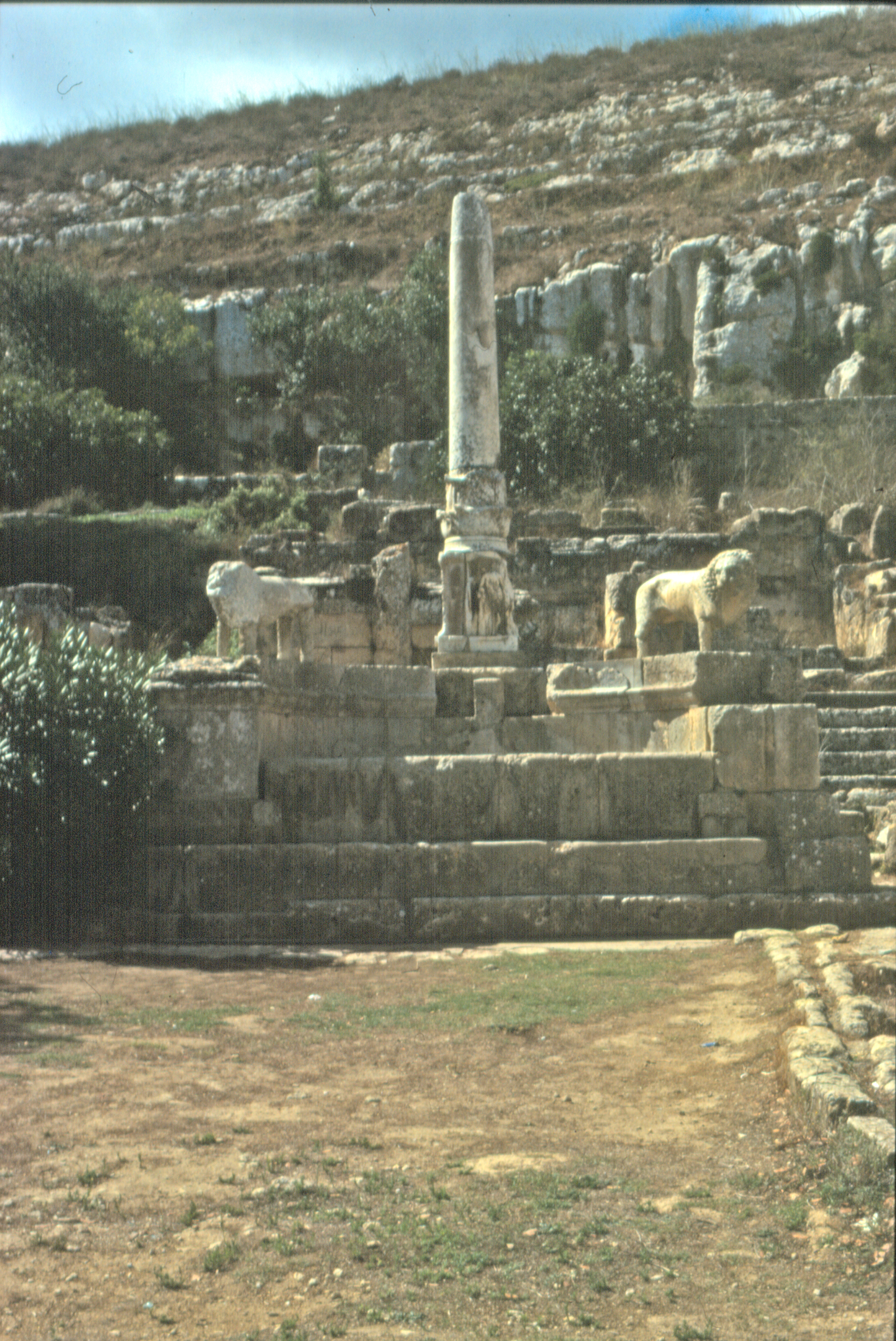
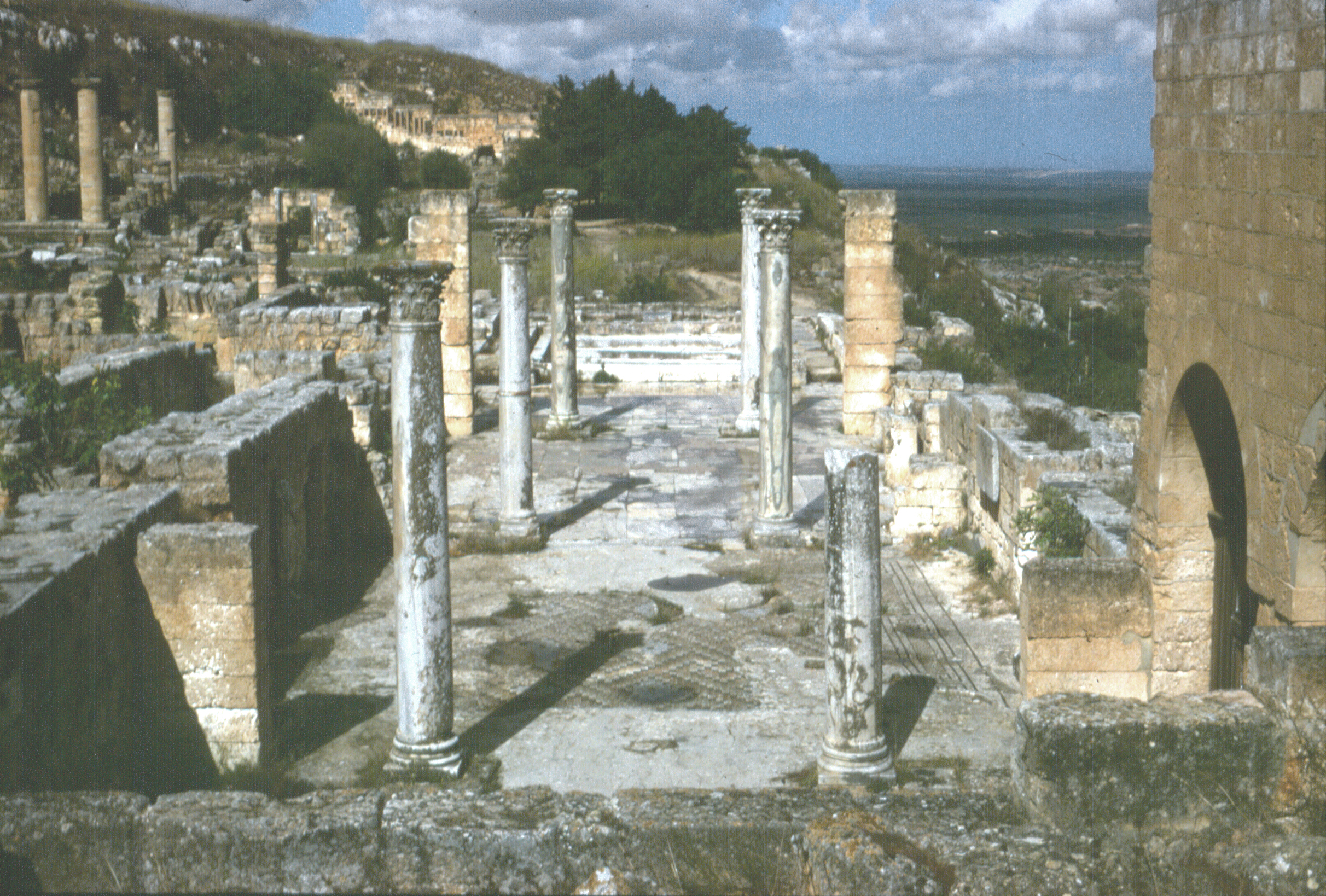
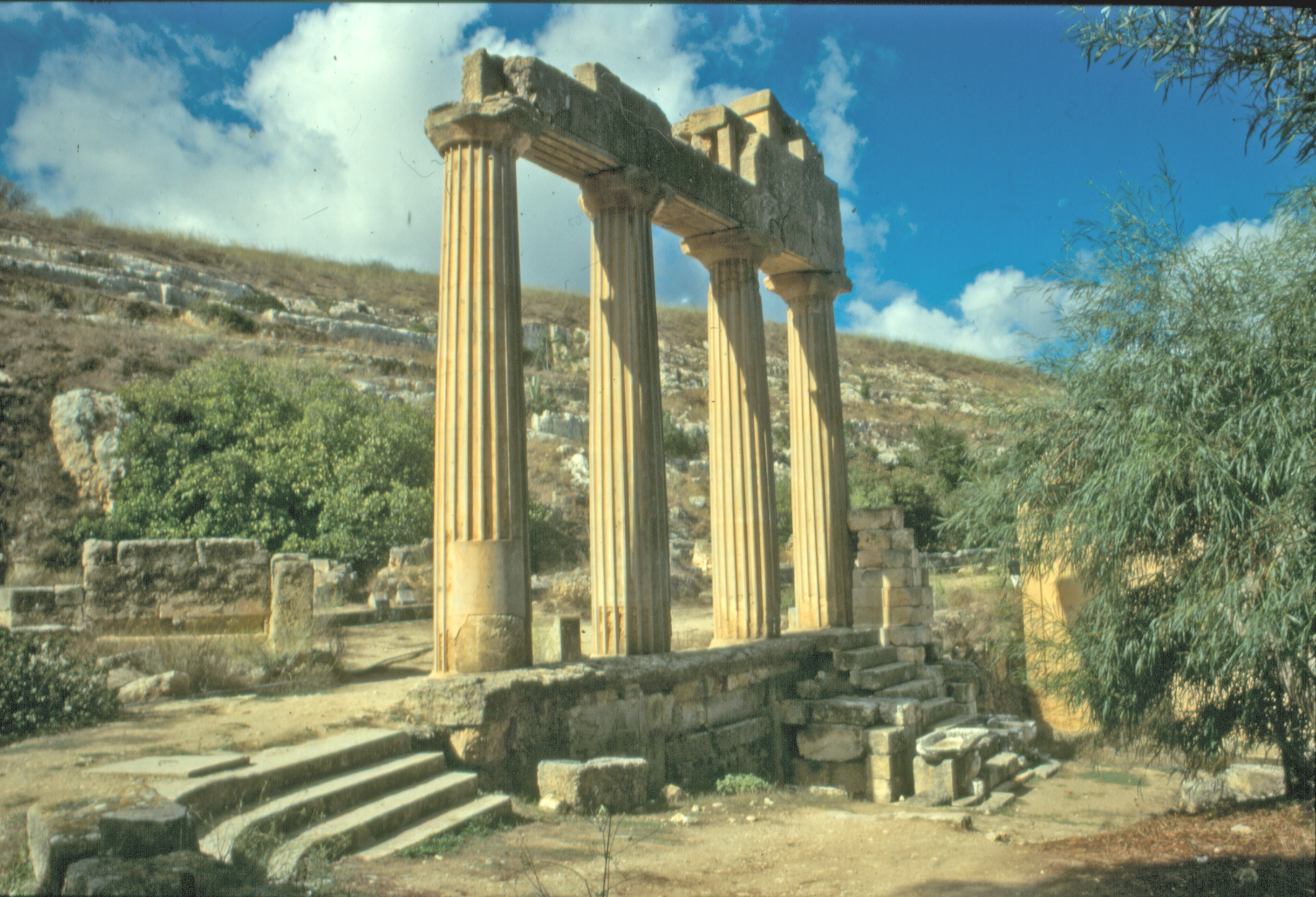
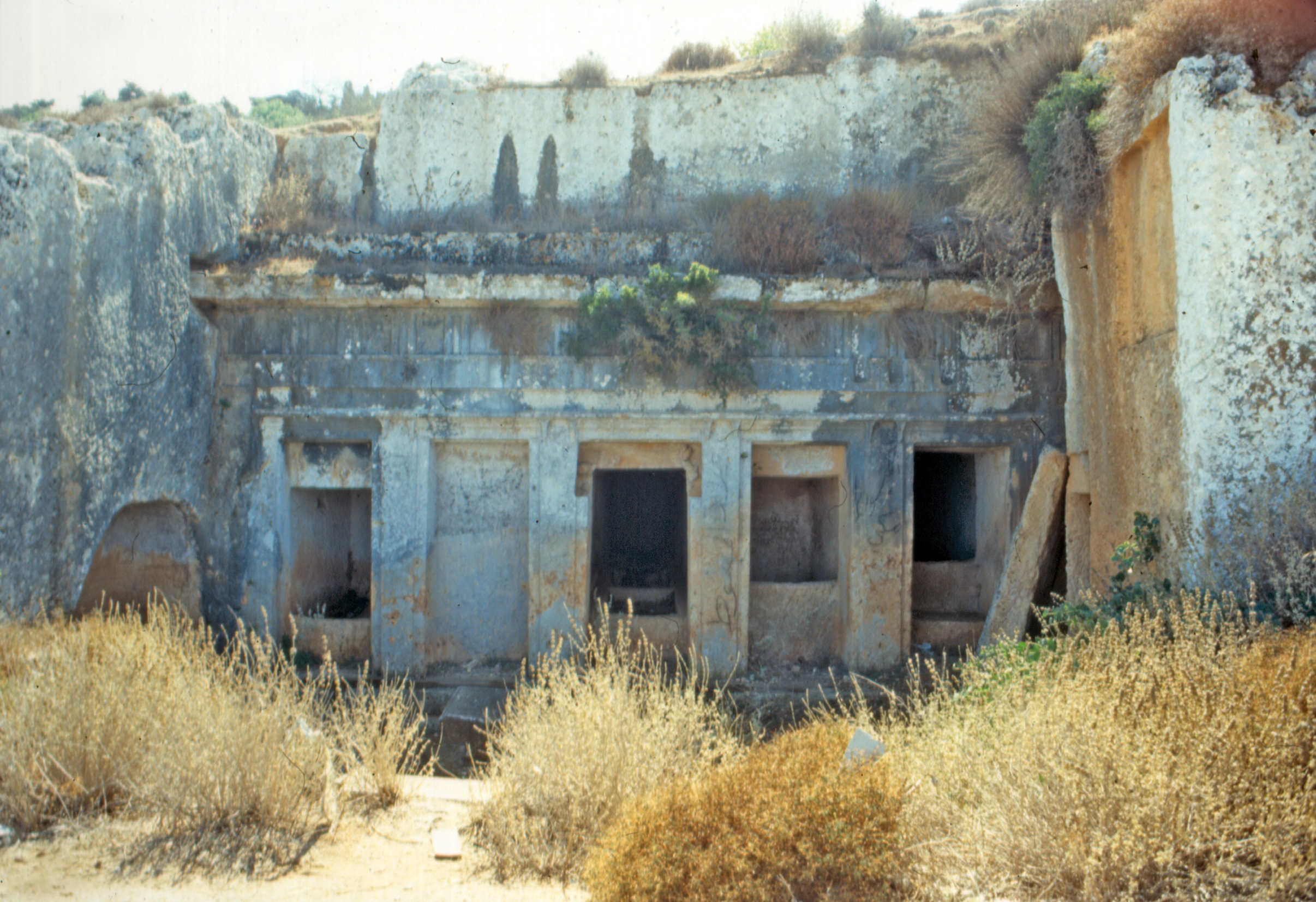
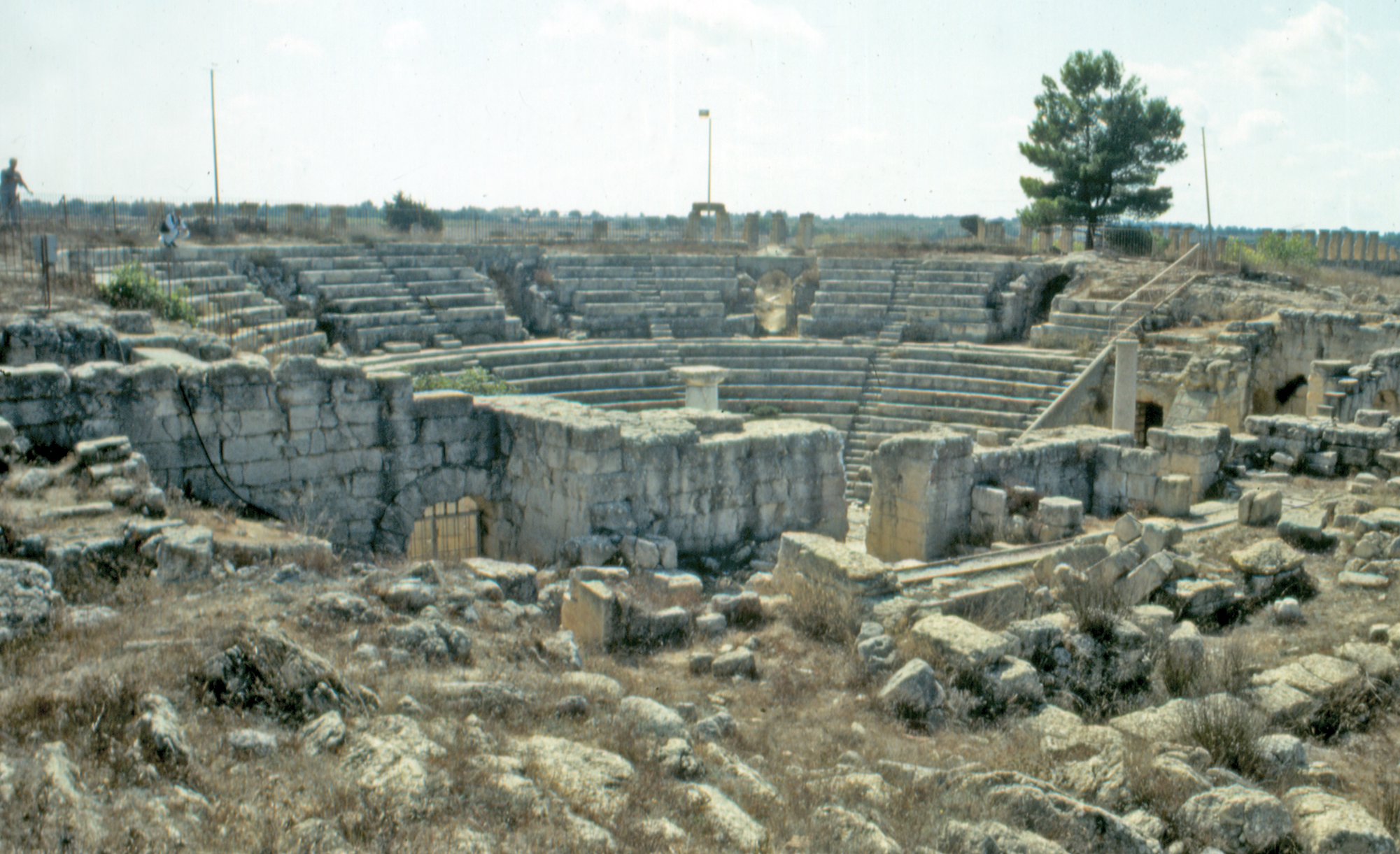
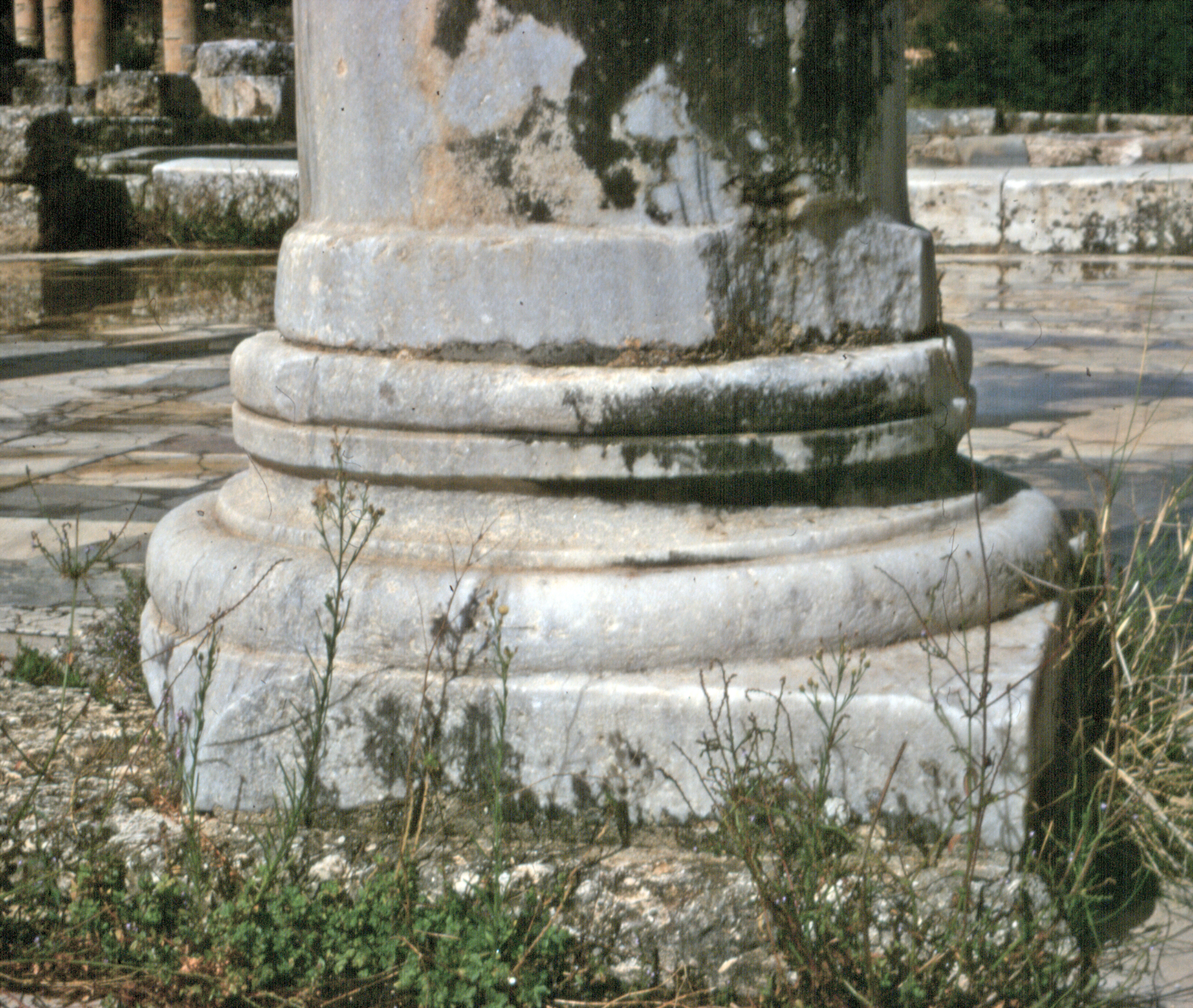
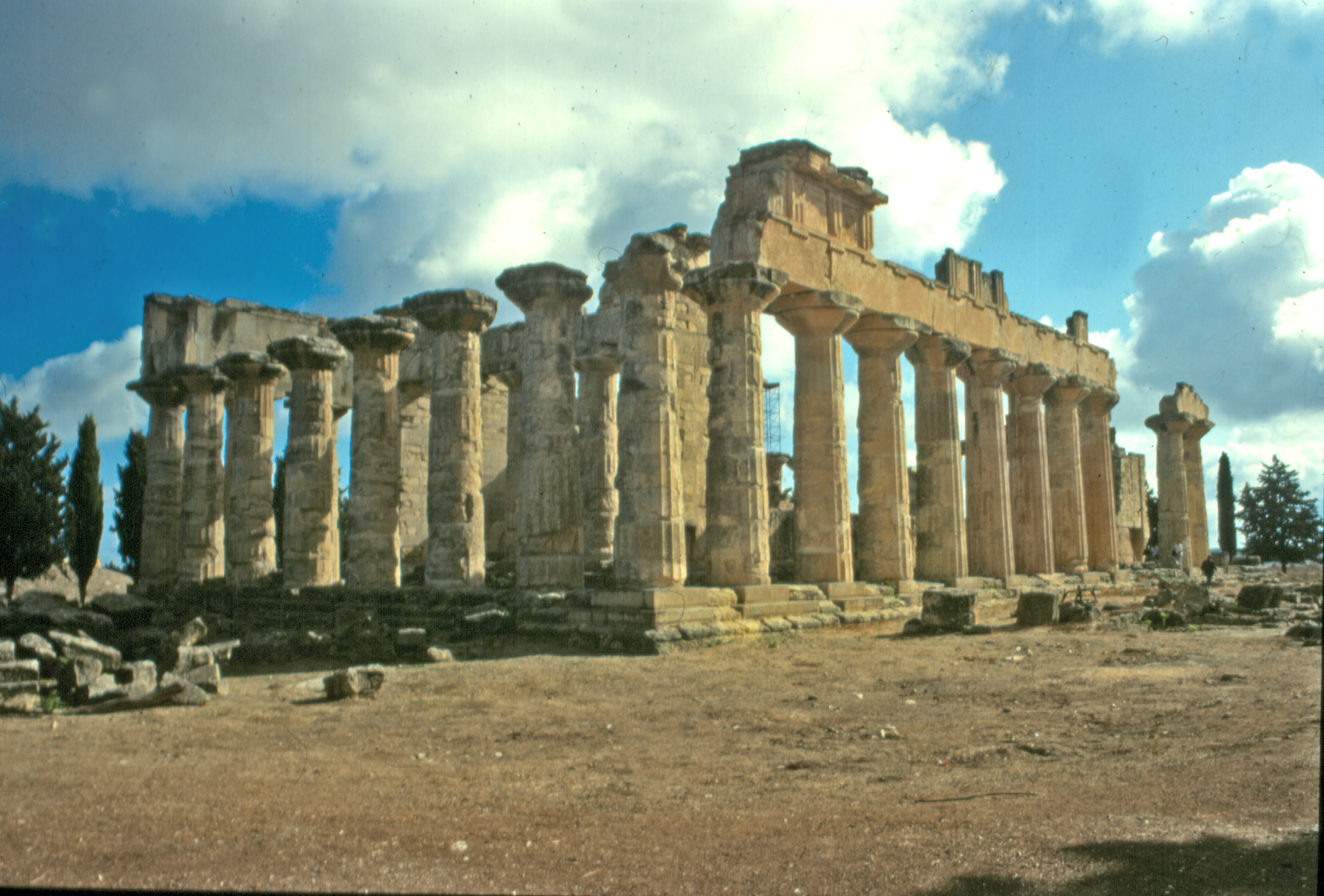
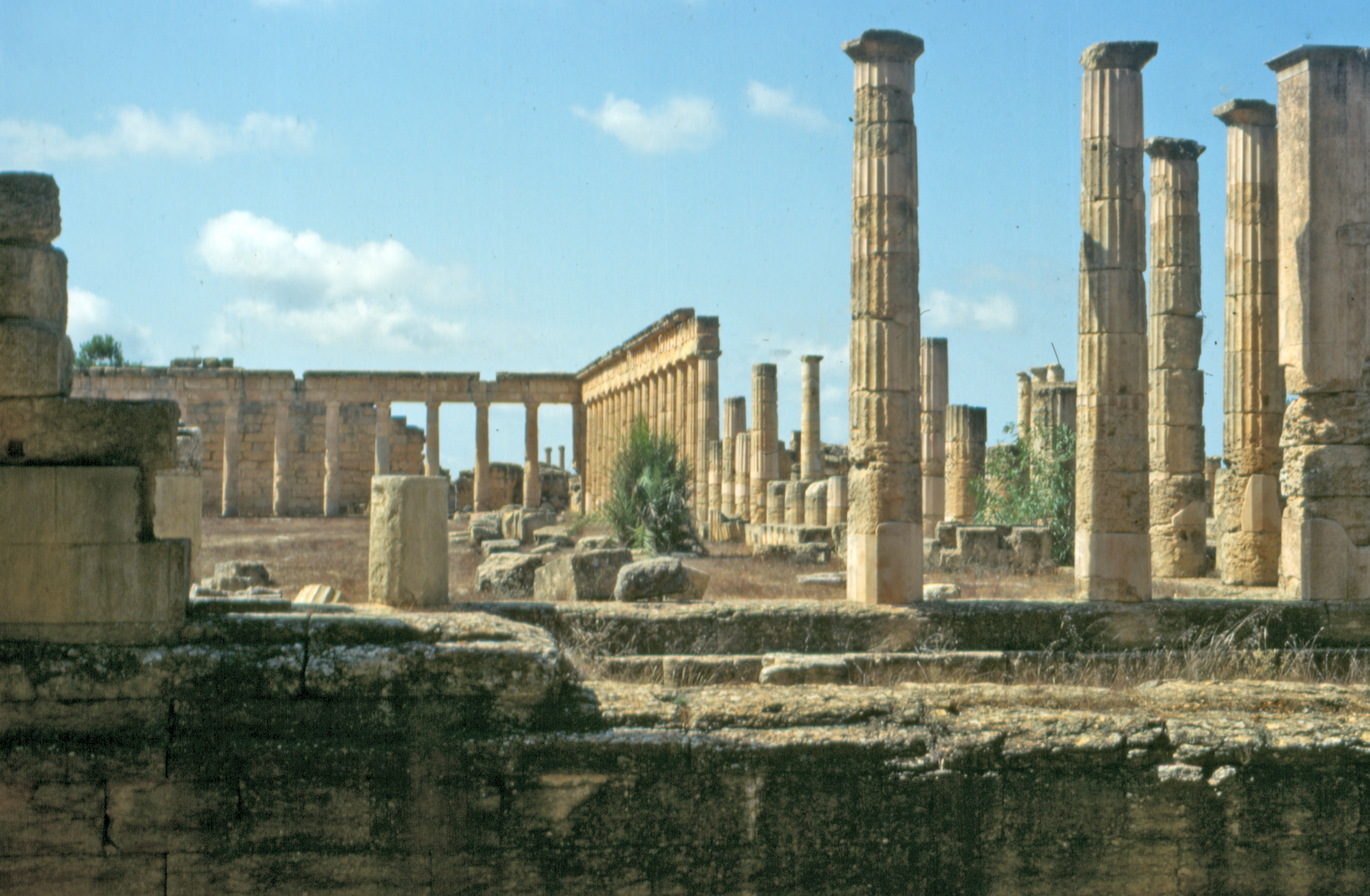
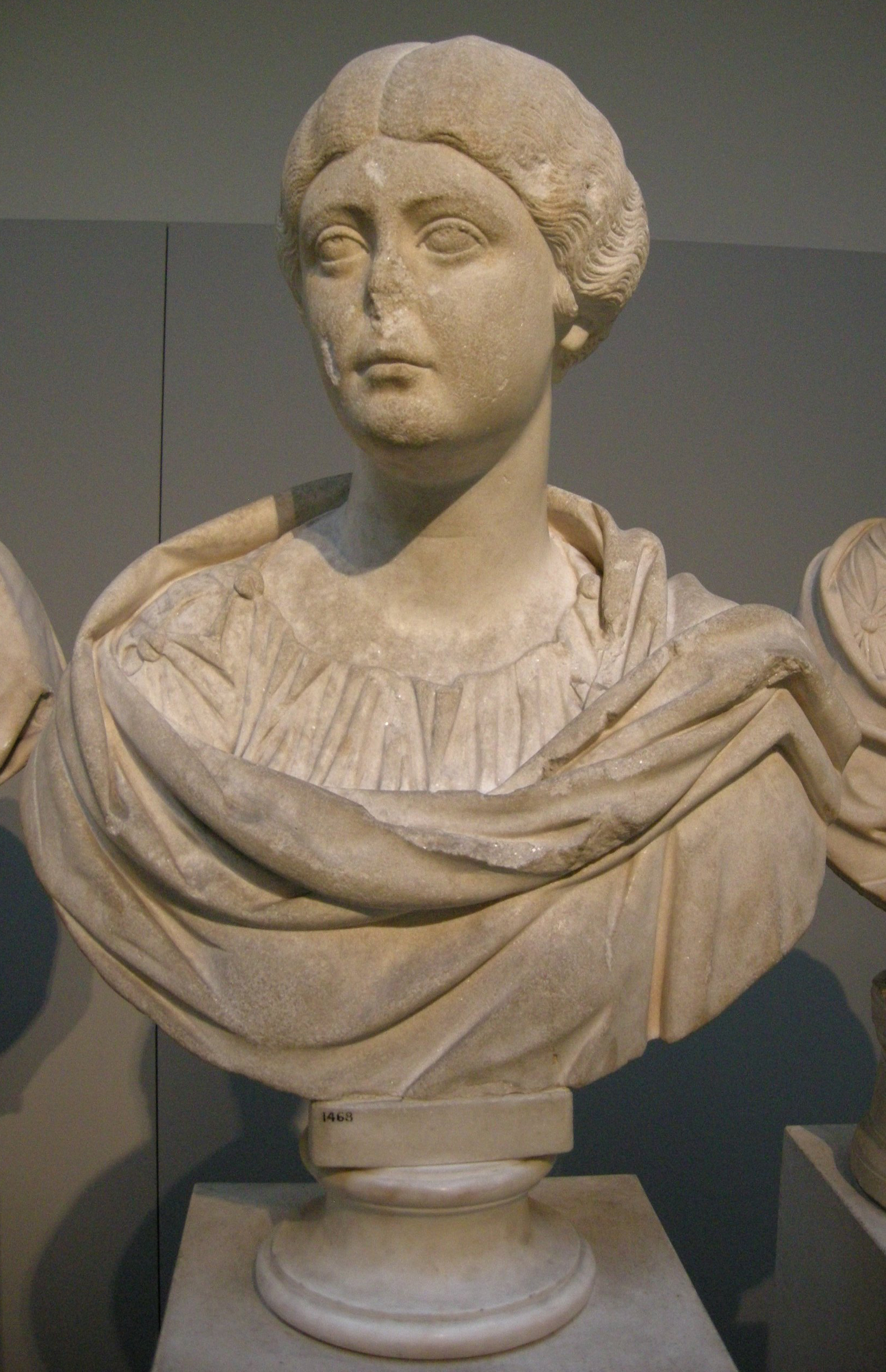